# Shabd
Pour plus de détails, voir Fiche technique et Distribution.
Shabd (शब्द) est un film indien réalisé par Leena Yadav, sorti en 2005.

## Synopsis
Goa, 2004. Shaukat Vashisht est un écrivain qui voit s'amenuiser le succès de ses publications au fil des années. Après deux ans d'arrêt total d'écriture, il décide de se remettre à l'ouvrage et de s'atteler à un nouveau roman. Sa jeune femme Antara, professeur d'université, le soutient dans ce projet, d'autant plus que le poids des critiques passées angoisse son mari et altère son moral... Celui-ci décide qu'il s'agira d'une histoire d'amour et songe longuement aux traits et à la personnalité de sa future héroïne, laquelle sera prénommée Tamanna (désir). Il se met à questionner sa femme sur ses aspirations, ses attentes, ses idées... Pour s'en inspirer dans son roman. C'est alors qu'Antara rencontre sur son lieu de travail le nouveau professeur de photographie, Yash, un jeune homme de nature enjouée qui parvient à la faire rire et tente de se rapprocher d'elle. Elle en fait part le soir même à Shaukat et lui dit combien elle le trouve grossier, insolent... Mais à sa grande surprise, Shaukat lui conseille d'avoir l'esprit plus ouvert et de tenter d'être son amie. Choquée par le principe, elle refuse... Peu à peu, en quête d'inspiration dans l'avancement de la rédaction de son livre, Shaukat va même jusqu'à lui recommander de ne pas dévoiler son statut de femme mariée à Yash et de se rapprocher de lui... Sa femme est de plus en plus désappointée par ce comportement mais étrangement, elle finit par accepter de se livrer à cette comédie...

## Fiche technique
- Titre : Shabd
- Titre original : शब्द
- Réalisation : Leena Yadav
- Scénario : Leena Yadav
- Dialogues : Sutapa Sikdar
- Musique : Vishal Dadlani et Shekhar Ravjiani
- Photographie : Aseem Bajaj
- Montage : Leena Yadav
- Production : Pritish Nandy et Rangita Pritish Nandy
- Société de production : Pritish Nandy Communications
- Pays :  Inde
- Langues : Hindî, Anglais
- Format : Couleurs - 2,35:1 - DTS / Dolby Digital - 35 mm
- Genre : Drame et thriller
- Durée : 140 minutes
- Dates de sortie : 
  -  Inde : 4 février 2005

## Distribution
- Sanjay Dutt : Shaukat Vashisht
- Aishwarya Rai Bachchan : Antara Vashisth / Tammana
- Zayed Khan : Yash
- Aakash Pandey : l'homme à l'asile
- Sadiya Siddiqui : Rajni, la servante
- Susheel Chabra : Nerd
- Imran Hasnee : le docteur à l'asile
- Brijendra Kala : Ramakant
- Kamini Khanna : Mme. Kapadia
- Lalit Parashar : M. Bhargava